# Sóng gió khách sạn
Sóng gió khách sạn (Tựa gốc: 酒店风云/tiếng Anh:Revolving Doors Of Vengeance) là 1 bộ phim dài 30 tập do hãng TVB, điện ảnh Hồng Kông sản xuất năm 2005.

## Diễn viên
| Diễn viên        | Nhân vật                 |
| ---------------- | ------------------------ |
| Mã Đức Chung     | Martin Cao Phong         |
| Quách Khả Doanh  | Cố Bích Kì               |
| Ngô Trác Hi      | Vương Khải Kiệt          |
| Quan Ân Na       | Lý Khai Tâm              |
| Diêu Tử Linh     | Trịnh Khả Nhi            |
| Khương Đại Vệ    | Fred Trịnh Vĩnh Phát     |
| Trần Tú Châu     | Lâm Tuyết Khanh          |
| Thái Tử Kiện     | Vương Khải Nghiệp        |
| Dương Uyển Nghi  | Diệp Thu Lợi             |
| Lư Hải Bằng      | Trần Đại Hải             |
| Quách Chính Hồng | Long Quốc Tường          |
| Mạc Gia Nghiêu   | Vương Khải Chí           |
| La Quán Phong    | Lý Khai Lãng             |
| Lý Phong         | La Mĩ Thể                |
| Hàn Mã Lợi       | Hà Khiết Vân             |
| Lưu Đan          | Vương Ngọc Đình          |
| Hồ Định Hân      | Maria                    |
| Trương Tùng Chi  | Trương Tuấn Uy - Patrick |
| Gia Bích Nghi    | Trữ Phi                  |
| Phùng Tố Ba      | chị Quang                |
| Tào Vĩnh Liêm    | Hàng Chí Bân             |
| Bạch Nhân        | Lâm Tuệ Nhàn             |
| Lạc Ứng Quân     | Ngô Cẩm Quyền            |
| Ngô Nặc Hoằng    | Cố Gia Cần               |